# Tourschool 2013
De Tourschool, ook wel Qualifying School genoemd, is een serie golftoernooien waarbij golfers in de laatste rond (de Finale) proberen een spelerskaart te bemachtigen voor de Europese Challenge Tour of de Europese PGA Tour van het jaar daarna of hun categorie daarin te verbeteren. De Qualifying School wordt meestal kortweg de Tourschool genoemd, en in het Engels ook wel de Q School. Voor de Europese Senior Tour wordt een aparte Senior Tourschool georganiseerd. Aan de Tourschool mogen zowel professionele als amateurgolfers meedoen.

## Kwalificatie
Om aan de finale te kunnen deelnemen, worden vooraf een aantal kwalificatietoernooien georganiseerd. Er zijn spelers die direct door mogen naar Ronde 2 (PQ2 of Stage 2) of de finale (Finals of Final Stage) vanwege eerdere prestaties.

## Stage 1
De eerste kwalificatieronde (First Stage of Stage 1) wordt in verschillende landen gespeeld. Ieder toernooi bestaat uit vier rondes van 18 holes. Er doen bijna 800 spelers aan Stage 1 mee voor ongeveer 200 plaatsen in Stage 2.
Het schema is als volgt:
| Datum           | Groep | Baan                                | Spelers | Naar Stage 2   | Winnaar                             | Winnaar | Uitslag |
| --------------- | ----- | ----------------------------------- | ------- | -------------- | ----------------------------------- | ------- | ------- |
| 10-13 september | A1    | GC Schloss Ebreichsdorf, Oostenrijk | 94      | 22 + ties = 23 | Rodolfo Cazaubon                    | -20     | scores  |
| 10-13 september | A2    | Roxburghe GC, Kelso, Schotland      | 73      | 17 + ties = 20 | Philip Eriksson                     | -10     | scores  |
| 17-20 september | B1    | Wychwood Park, Engeland             | 95      | 22 + ties = 22 | Ruaidhri McGee                      | -3      | scores  |
| 17-20 september | B2    | Fleesensee G&CC, Duitsland          | 101     | 24 + ties = 24 | John Hahn                           | -19     | scores  |
| 24-27 september | C1    | Ribagolfe, Portugal                 | 107     | 24 + ties = 26 | Daniel Berger                       | -10     | scores  |
| 24-27 september | C2    | Circolo Golf Bogogno, Italië        | 104     | 24 + ties = 25 | Philip Francis                      | -17     | scores  |
| 1-4 oktober     | D1    | Frilford Heath Golf Club, Engeland  | 102     | 24 + ties = 29 | Liam Bond Jack Senior Laurie Canter | -12     | scores  |
| 1-4 oktober     | D2    | Golf d'Hardelot, Frankrijk          | 102     | 24 + ties = 27 | Les Homan Jr                        | -12     | scores  |

Ongeveer 25% van de spelers van Stage 1 gaan door naar Stage 2, het precieze aantal wordt tijdens het toernooi bekendgemaakt. Spelers kunnen, als ze vroeg genoeg inschrijven, zelf kiezen op welke baan ze willen spelen. Ze mogen ook meer dan één keer de Stage 1 spelen.

### Groep A
In groep A deden geen Nederlanders of Belgen mee.
Er gingen op Ebreichsdorf 22 spelers en ties door naar ronde 2 en op Roxburghe 17 en ties. 
Ebreichsdorf
Na ronde 1 ging Georg Schultes aan de leiding na een ronde van -7, en na ronde 2 kwam Rodolfo Cazaubon aan de leiding, ook na een ronde van -7. Er stonden 37 spelers onder par. Na ronde 3 bleven 53 spelers over voor 22 plaatsen, Cazaubon bleef aan de leiding.
Roxburghe
Na 2 rondes stonden hier 15 spelers onder par. Philip Eriksson stond aan de leiding met -6 en deelde na ronde 3 de leiding met Jamie Moul. Aan ronde 4 deden 49 spelers mee voor 17 plaatsen.

### Groep B
Op Wychwood wordt gespeeld om 22 plaatsen, op Fleesensee voor 24 plaatsen.
Wychwood Park
Hier doen 83 spelers mee, w.o. bekende namen als Alan Dunbar, Matt Haines, Tom Whitehouse en Walker Cup speler Paul Cutler. Na ronde 1 ging echter een onbekende Ier Ruaidhri McGee aan de leiding met -6. Na ronde 2 stond Colm Moriarty nummer 1 en McGee nummer 2, en na ronde 3 stond McGee weer aan de leiding, inmiddels met vijf slagen voorsprong op Ted Smith. Hij won Stage 1. Dunbar en Whitehouse zijn door naar Stage 2, Haines en Cutler niet.
Fleesensee
Hier doen 101 spelers mee, w.o. drie Nederlanders: Menno van Dijk, Fernand Osther en Xavier Ruiz Fonhof. Geen Belgen. 

Osther stond na ronde 1 met -2 op een gedeelde 2de plaats, Menno van Dijk met +1 op T48 en Xavier Ruiz Fonhof met +4 op T75. Aan de leiding ging de Duitse amateur Sebastian Schwind met -6. Osther en Van Dijk maakten een ronde van 70 waarmee Osther zakte en Van Dijk steeg in het klassement. Nummer 1 werd John Hahn na een ronde van -7 en bleef nummer 1 na ronde 3. Aan ronde 4 deden nog 60 spelers mee. Menno van Dijk kwalificeerde zich voor Stage 2, Osther had twee slagen te veel.

### Groep C
Zowel op Ribagolfe als op Bogogno wordt gespeeld voor 24 plaatsen. Deze week doen de meeste Amerikanen mee, 51 spelers verdeeld over de twee banen.
Ribagolfe
Hier doen 102 spelers mee w.o. 31 Spanjaarden, maar 2 Portugezen, Floris de Haas, Pierre-Alexis Rolland en Thomas Pieters, die meteen met een ronde van 65 aan de leiding ging. Voor ronde 2 had hij zijn voorsprong op nummer 2, de Amerikaan Daniel Berger, vergroot tot vijf slagen, maar voor ronde 3 had hij 80 slagen nodig en viel hij terug naar de 2de plaats, achter Daniel Berger. Aan ronde 4 deden nog 65 spelers mee voor 24 plaatsen. Het spel werd door onweer verstoord maar uiteindelijk won de Amerikaan en eindigde Thomas Pieters op de 2de plaats.
Bogogno
Hier doen 104 spelers mee w.o. 27 Italianen, 10 Zwitsers en de Belg Gael Seegmuller. De Italiaan Alessio Bruschi ging aan de leiding na een fraaie ronde van -8. Na ronde 2 stond hij met -11 nog steeds nummer 1. De Zwitserse amateur Joel Girbach maakte een derde ronde onder de 70 en kwam met Bruschi op -14. Aan ronde 4 deden nog 61 spelers mee voor 24 plaatsen. Na de 4de ronde stonden Girbach en Bruschi op de 2de plaats achter de Amerikaan Philip Francis.

### Groep D
Frilford Heath
Hier spelen 102 spelers: 66 Engelsen en 36 anderen (incl. 5 Welsh, 4 Schotse en 4 Ierse spelers en een Noord-Ier). Laurie Canter heeft zich niet kunnen handhaven op de Challenge Tour, en moest terug naar de Tourschool. Hij ging na ronde 1 aan de leiding met -7. Na ronde 2 stond hij op -9 en had hij nog maar 1 slag voorsprong op zijn landgenoten Jack Senior en Curtis Griffith.
Hardelot
De par van Hardelot is 71. Hier spelen ook 102 spelers, incl. 4 Nederlandse en 4 Belgische spelers. Alleen Floris de Vries speelde ronde 1 onder par, terwijl Les Homan Jr en Louis de Jager aan de leiding gingen met -6.

Haydn Porteous maakte in ronde 2 een score van 62 (-9) en ging aan de leiding. Guillaume Watremez had een goede score en steeg 26 plaatsen.

### Belgische en Nederlandse spelers
| Naam                       | Groep | Ronde 1 | Ronde 1 | Ronde 1 | Ronde 2 | Ronde 2 | Ronde 2 | Ronde 2 | Ronde 3 | Ronde 3 | Ronde 3 | Ronde 3 | Ronde 4 | Ronde 4 | Ronde 4 | Ronde 4 | Door naar Stage 2 | Door naar Stage 2 |
| -------------------------- | ----- | ------- | ------- | ------- | ------- | ------- | ------- | ------- | ------- | ------- | ------- | ------- | ------- | ------- | ------- | ------- | ----------------- | ----------------- |
| Menno van Dijk             | B2    | 73      | +1      | T48     | 70      | -2      | -1      | T30     | 66      | -6      | -7      | T11     | 71      | -1      | -8      | T16     | ja                |                   |
| Fernand Osther             | B2    | 67      | -5      | T2      | 70      | -2      | -7      | T7      | 71      | -1      | -8      | T9      | 75      | +3      | -5      | T30     |                   | nee               |
| Xavier Ruiz Fonhof         | B2    | 76      | +4      | T75     | 76      | +4      | +8      | T83     | 79      | +7      | +15     | MC      |         |         |         |         |                   |                   |
| Thomas Pieters             | C1    | 65      | -7      | 1       | 67      | -5      | -12     | 1       | 80      | +8      | -4      | 2       | 70      | -2      | -6      | 2       | ja                |                   |
| Floris de Haas             | C1    | 73      | +1      | T30     | 76      | +4      | +5      | T49     | 77      | +5      | +9      | T61     | 74      | +2      | +12     | T56     |                   | nee               |
| Pierre-Alexis Rolland (Am) | C1    | 75      | +3      | T50     | 74      | +2      | +5      | T49     | 79      | +7      | +12     | MC      |         |         |         |         |                   |                   |
| Gael Seegmuller            | C2    | 76      | +4      | T71     | 78      | +6      | +10     | T84     | 77      | +5      | +15     | MC      |         |         |         |         |                   |                   |
| Floris de Vries            | D2    | 69      | -2      | T8      | 70      | -1      | -3      | T13     | 69      | ~2      | -5      | T7      | 70      | -1      | -6      | 4       | ja                |                   |
| Hugues Joannes             | D2    | 73      | +2      | T50     | 70      | -1      | +1      | T32     | 72      | +1      | +2      | T36     | 69      | -2      | +1      | T19     | ja                |                   |
| Reinier Saxton             | D2    | 74      | +3      | T64     | 73      | +2      | +5      | T66     | 71      | par     | +5      | T62     | 70      | -1      | +4      | T41     |                   | nee               |
| Guillaume Watremez         | D2    | 73      | +2      | T50     | 68      | -3      | -1      | T24     | 72      | +1      | par     | WD      |         |         |         |         |                   |                   |
| Oliver Withofs             | D2    | 76      | +5      | T81     | 72      | +1      | +6      | T76     | 77      | +6      | +12     | MC      |         |         |         |         |                   |                   |
| Thomas Merkx               | D2    | 77      | +6      | T88     | 75      | +4      | +10     | T90     | 70      | -1      | +3      | MC      |         |         |         |         |                   |                   |
| Bobbie van Deijl           | D2    | 77      | +6      | T88     | 77      | +5      | +11     | T94     | 82      | +11     | +22     | MC      |         |         |         |         |                   |                   |
| Sean Daoust (Am)           | D2    | 76      | +5      | T81     | 82      | +11     | +16     | 98      | 78      | +7      | +23     | MC      |         |         |         |         |                   |                   |

## Stage 2
De tweede ronde van de Tourschool wordt op vier verschillende banen in Spanje gespeeld van 2-5 november. Er doen 314 spelers mee aan Stage 2, 200 van hen, inclusief 16 amateurs, kwalificeerden zich via Stage 1, de andere 114 hoefden Stage 1 niet te spelen. Er wordt gespeeld om 69 plaatsen. Direct na de laatste ronde volgt een play-off.
| Baan                            | Spelers | Naar Finals | Winnaar          | Score | Uitslag |
| ------------------------------- | ------- | ----------- | ---------------- | ----- | ------- |
| Las Colinas Golf & Country Club | 77      | 17          | James Heath      | -15   | Scores  |
| El Saler Campo de Golf          | 78      | 17          | Carlos Del Moral | -8    | Scores  |
| Lumine Golf Club                | 78      | 18          | Chris Hanson     | -15   | Scores  |
| Valle Romano Golf               | 81      | 18          | Edouard Espana   | -12   | Scores  |

### Verslag
Las Colinas (par 71)
Drie spelers deelden na ronde 1 de leiding met -7: James Heath, Guillaume Cambis en Brandon Stone. Heath bleef aan de leiding, hij had na ronde 2 al drie slagen voorsprong op Stone en na ronde 3 zelfs zeven slagen. Zijn laatste ronde scoorde hij 75 waardoor zijn voorsprong bijna teniet ging. 

Walker Cup-speler en winnaar van het Brits Amateur Garrick Porteous maakte ene laatste ronde van 80 en kwalificeerde zich niet voor de Finals.

De play-off was tussen zes spelers voor vier plaatsen.
El Saler (par 72)
Wil Besseling stond nummer 42 op de CTR en mocht rechtstreeks naar Stage 2 maar heeft zich teruggetrokken, want hij mocht de Grand Final 2013 spelen. Na ronde 3 eindigde hij op de 2de plaats maar na rond 4 eindigde hij op de 11de plaats. 
Floris de Vries begon goed op El Saler en kwam met -4 op de 3de plaats achter Pelle Edberg en Niccolo Quintarelli. Daarna ging het minder goed, hij miste de kwalificatie. Thomas Pieters speelde drie van de vier rondes onder par en is door naar de Finals.

Carlos Del Moral (CTR 115) mocht direct door naar Stage 2 en kwam na ronde 2 aan de leiding samen met Niccolo Quintarelli. Na ronde 3 stonden ze daar met -7 nog steeds, maar uiteindelijk was Del Moral de enige winnaar. Vijf spelers moesten nog de play-off spelen voor 1 plaats.
Lumine (par 71)
Twee spelers gingen aan de leiding, Chris Hanson en Lukas Nemecz. Hanson speelde ronde 2 in 70 slagen en behield nog net de leiding. Ronde 3 scoorde hij 67.
 Ronde 4 is wegens slecht weer onderbroken. Woensdag werd de laatste ronde afgemaakt en Hanson won met vijf slagen voorsprong. 

Op Lumine speelde Walker Cup-speler, Callum Shinkwin, hij eindigde op de 2de plaats met Raymond Russell, die in 1991 en 1993 het Internationaal Jeugd Open op Toxandria won.

Er waren precies 17 spelers met een score van -6 of beter dus er was geen play-off.
Valle Romano (par 72)
Pontius Widegren (CTR69) heeft zijn speelrecht voor de Challenge Tour behouden maar probeert een tourkaart voor de Europese Tour te halen. Hij heeft zondag een mooie start gemaakt met een ronde van -7 maar ronde 2 en 3 waren +3. Gary Stal, Nikola Nissen en Lee Bedford gingen naar -10 en namen de leiding over.

Wegens storm werd ronde 3 onderbroken toen 14 spelers nog aan de ronde moesten beginnen. Richard Kind verloor in de laattste drie holes van ronde 3 vier slagen en speelde de laatste ronde in 77 slagen. Christopher Mivis en dertien anderen hebben de laatste ronde niet meer gespeeld.
Amateurs
- Amateur Christopher Dammert (1994) uit Heidelberg stond nummer 948 op de wereldranglijst (WAGR) en had handicap +3,9 toen hij zich op Las Colinas voor de Finals kwalificeerde. Eerder in 2013 won hij met rondes van 66-66-67 het Nationaal Kampioenschap U21 .
- Callum Shinkwin (WAGR 9) en Dermot McElroy (WAGR 38) kwalificeerden zich op Lumine voor de Finals.

### Belgische en Nederlandse spelers
| Naam              | CTR         | R2D         | OWGR        | Ronde 1     | Ronde 1     | Ronde 1     | Ronde 2     | Ronde 2     | Ronde 2     | Ronde 2     | Ronde 3     | Ronde 3     | Ronde 3     | Ronde 3     | Ronde 4     | Ronde 4     | Ronde 4     | Ronde 4     | Door naar de Finals | Door naar de Finals |
| Las Colinas       | Las Colinas | Las Colinas | Las Colinas | Las Colinas | Las Colinas | Las Colinas | Las Colinas | Las Colinas | Las Colinas | Las Colinas | Las Colinas | Las Colinas | Las Colinas | Las Colinas | Las Colinas | Las Colinas | Las Colinas | Las Colinas | Las Colinas         | Las Colinas         |
| ----------------- | ----------- | ----------- | ----------- | ----------- | ----------- | ----------- | ----------- | ----------- | ----------- | ----------- | ----------- | ----------- | ----------- | ----------- | ----------- | ----------- | ----------- | ----------- | ------------------- | ------------------- |
| Pierre Relecom    | 105         | =           | 1219        | 66          | -5          | T4          | 75          | +4          | -1          | T21         | 71          | par         | -2          | T36         | 73          | +2          | +1          | T30         |                     | nee                 |
| Hugues Joannes    | 167         | =           | 1530        | 72          | +1          | T43         | 70          | -1          | par         | T34         | 74          | +3          | +3          | T53         | 71          | par         | +3          | T42         |                     | nee                 |
| Menno van Dijk    | =           | =           | =           | 71          | par         | T35         | 74          | +3          | +3          | T52         | 69          | -2          | +1          | T46         | 75          | +4          | +5          | T48         |                     | nee                 |
| El Saler          |             |             |             |             |             |             |             |             |             |             |             |             |             |             |             |             |             |             |                     |                     |
| Thomas Pieters    | 156         | 190         | 1114        | 71          | -1          | T15         | 75          | +3          | +2          | T41         | 71          | -1          | +1          | T16         | 70          | -2          | -1          | T5          | ja                  |                     |
| Floris de Vries   | 142         | =           | 999         | 68          | -4          | T3          | 76          | +4          | par         | T26         | 79          | +7          | +7          | T48         | 75          | +3          | +10         | T39         |                     | nee                 |
| Lumine            |             |             |             |             |             |             |             |             |             |             |             |             |             |             |             |             |             |             |                     |                     |
| Robin Kind        | =           | =           | 1154        | 70          | -1          | T25         | 70          | -1          | -2          | T28         | 68          | -3          | -5          | T25         | 77          | +6          | +1          | T44         |                     | nee                 |
| Valle Romano      |             |             |             |             |             |             |             |             |             |             |             |             |             |             |             |             |             |             |                     |                     |
| Richard Kind      | =           | =           | 1328        | 71          | par         | T35         | 68          | -3          | -3          | T31         | 76          | +5          | +2          | T41         | 71          | par         | +2          | T39         |                     | nee                 |
| Christopher Mivis | =           | =           | 1530        | 75          | +4          | T56         | 69          | -2          | +2          | T60         | 76          | +5          | +7          | T69         | WD          | =           | =           |             |                     | nee                 |

CTR = Challenge Tour Ranking , R2D - Race To Dubai, OWGR = Official World Golf Ranking, WD = withdrawn = teruggetrokken

## Finals
De Final Qualifying Stage werd van 10-15 november gespeeld op de PGA Catalunya Resort bij Girona. Er deden 156 spelers mee. De top-25 spelers kregen een spelerskaart voor de Europese Tour van 2014, de anderen spelen in 2014 op de Challenge Tour.
De Tour Course heeft een par van 70, de Stadium Course een par van 72.

### Rondes 1-3
Edouard Espana begon zondag de Finals met een schitterende ronde van 62 (-10) op de Stadium Course, Jens Fahrbring maakte er maandag een ronde van 64 en James Morrison maakte er dinsdag een ronde van 63 en kwam daarmee aan de leiding samen met Jens Dantorp. De beste rondes op de Tour Course waren van Andrew McLardy (65, -5), Chris Hanson (66), George Murray (67). Maarten Lafeber speelde drie rondes onder par en stond na drie rondes in de top-25. De top-70 halen na ronde 4 de cut.

Oskar Henningson maakte tijdens ronde 2 een hole-in-one op hole 11 van de Tour Course. Desondanks miste hij na ronde 4 de cut.

### Ronde 4
Maarten Lafeber en Thomas Pieters eindigden samen op de 25ste plaats en haalden de cut. Wil Besseling speelde goed, hij maakte acht birdies, maar helaas had de score van ronde 3 het al bijna onmogelijk gemaakt om zich te kwalificeren. Carlos Del Moral ging na een ronde van 63 aan de leiding. Niccolo Quintarelli maakte zelfs een ronde van 62 en steeg 45 plaatsen in het klassement.

### Ronde 5
De cut was op -2. De 71 overgebleven spelers spelen de laatste twee rondes op de Stadium Course.

Er werd weer op hole 1 en 10 gestart, Thomas Pieters en Maarten Lafeber begonnen beiden op hole 1. In de eerste negen holes maakte Lafeber een dubbelbogey op de langste par 3 en maakte Pieters vier birdies. Carlos Del Moral had toen ook vier birdies gemaakt en bleef goed spelen.

### Ronde 6
Carlos Del Moral behield zijn voorsprong op de rest van het veld en won met een totaalscore van -26. Fabrizio Zanotti werd 2de met zes rondes van 70 en lager. Thomas Pieters behaalde zijn spelerskaart voor de Europese Tour, Maarten Lafeber zakte naar de 49ste plaats en speelt in 2014 op de Challenge Tour.
- Scores

| Naam             | R2D | Ronde 1 | Ronde 1 | Ronde 2 | Ronde 2 | Ronde 2 | Ronde 3 | Ronde 3 | Ronde 3 | Ronde 3 | Ronde 4 | Ronde 4 | Ronde 4 | Ronde 4 | Ronde 5 | Ronde 5 | Ronde 5 | Ronde 5 | Ronde 6 | Ronde 6 | Ronde 6 | Ronde 6 | ET 2014 | CT 2014 |
| ---------------- | --- | ------- | ------- | ------- | ------- | ------- | ------- | ------- | ------- | ------- | ------- | ------- | ------- | ------- | ------- | ------- | ------- | ------- | ------- | ------- | ------- | ------- | ------- | ------- |
| Carlos Del Moral | 223 | 64      | -6      | 73      | +1      | -5      | 72      | +2      | -3      | T40     | 63      | -9      | -14     | 1       | 65      | -7      | - 21    | 1       | 67      | -5      | -26     | 1       | ja      |         |
| Thomas Pieters   | 153 | 64      | -6      | 73      | +1      | -5      | 72      | +2      | -3      | T40     | 68      | -4      | -7      | T25     | 68      | -4      | -11     | T10     | 73      | +1      | -10     | T11     | ja      |         |
| Maarten Lafeber  | 180 | 71      | -1      | 68      | -2      | -3      | 67      | -3      | -6      | T20     | 71      | -1      | -7      | T25     | 72      | par     | -7      | T33     | 76      | +4      | -3      | T48     | nee     | ja      |
| Wil Besseling    | 40  | 68      | -2      | 73      | +1      | -1      | 75      | +5      | +4      | T102    | 68      | -4      | par     | MC      |         |         |         |         |         |         |         |         | nee     |         |
| Tim Sluiter      | 31  | 68      | -2      | 75      | +3      | +1      | 75      | +3      | +4      | T102    | 71      | +1      | +6      | MC      |         |         |         |         |         |         |         |         | nee     |         |

| Stadium Course = par 72 |  | Tour Course = par 70 |  | MC = missed cut = cut gemist |
| ----------------------- |  | -------------------- |  | ---------------------------- |

### Spelers
| Rechtstreeks geplaatst - Björn Åkesson = - Byeong-hun An = - Fredrik Andersson Hed - Phillip Archer = - Joakim Bäckström = - Oliver Bekker = - Wil Besseling = - Lucas Bjerregaard ET - Markus Brier = - Marco Crespi ET - Jens Dantorp ET - Rhys Davies = - Matteo Delpodio = - David Dixon = - Andrew Dodt - Jack Doherty ET - Agustin Domingo = - Nick Dougherty = - Bradley Dredge - Scott Drummond = - Edouard Dubois = - Johan Edfors = - Jamie Elson - Jens Fahrbring = - Kenneth Ferrie = - Richard Finch - Oliver Fisher - Alastair Forsyth ET - Lorenzo Gagli - Ignacio Garrido = - Adam Gee ET po: spelers geplaatst via play-off =: cut na ronde 4 gemist ET: Europese Tourkaart gehaald | - Estanislao Goya ET - Joonas Granberg = - Julien Guerrier = - Anton Haig = - Andreas Hartø ET - Peter Hedblom = - Oskar Henningson = - Scott Henry = - Mark Hensby - Berry Henson - David Higgins - Keith Horne - Jeppe Huldahl - Daniel Im - Michael Jonzon - Alexandre Kaleka = - Rikard Karlberg - Jason Knutzon ET - Espen Kofstad - Mikko Korhonen ET - Maarten Lafeber - Joakim Lagergren = - José Manuel Lara = - Niklas Lemke = - Gary Lockerbie - Michael Lorenzo-Vera - Jean-François Lucquin = - Mikael Lundberg ET - Stuart Manley ET | - Pablo Martin Benavides = - Andrew McArthur - Ruaidhri McGee - Ross McGowan = - Doug McGuigan - Cesar Monasterio = - James Morrison ET - Thomas Nørret = - Wade Ormsby ET - Chris Paisley - Brinson Paolini ET - Daniel Popovic = - Kieran Pratt - Phillip Price = - Bernd Ritthammer = - Joel Sjöholm = - Tim Sluiter = - Duncan Stewart = - Carl Suneson = - Yoshinobu Tsukada = - Mark Tullo - Miles Tunnicliff - Tjaart Van der Walt - Daniel Vancsik = - Simon Wakefield ET - Martin Wiegele = - Oliver Wilson - Fabrizio Zanotti ET - Matthew Zions = | Via Las Colinas - Liam Bond = - Guillaume Cambis = - Christopher Dammert po = - Oscar Florén po = - Alfredo García Heredia po = - John Hahn ET - James Heath ET - Stiggy Hodgson = - Dodge Kemmer - Jason Knutzon - Ruaidhri McGee - Jocke Rask po = - Niccolo Ravano = - James Robinson = - Brandon Stone - Damian Ulrich = - Gareth Wright = Via El Saler - Jaco Ahlers = - Jason Barnes - Eric Cole = - Carlos Del Moral ET - Pelle Edberg = - Neil Fenwick = - Florian Fritsch = - Mathias Grönberg po - William Harrold = - Thomas Linard = - Jerome Llando Casanovapo - George Murray = - Carlos Ortiz = - Kevin Phelan ET - Van Phillips = - Thomas Pieters ET - Niccolo Quintarelli - Adrien Saddier ET | Via Lumine - Ken Benz = - Cyril Bouniol - Daniel Brooks ET - Jack Doherty - Ben Evans - Daniel Gavins = - Luke Goddard = - Chris Hanson - Tain Lee - Andrew Marshall - Dermot McElroy = - Andrew McLardy = - Raymond Russell = - Callum Shinkwin - Patrik Sjöland ET - Oscar Stark - Zane Scotland - Jason Timmis = Via Valle Romano - Connor Arendell ET - Scott Arnold = - Adrien Bernadet = - Alexander Björk = - Edouard Espana - Jonathon Fly = - Andrew Johnston - Hugo Leon - Ondrej Lieser = - Andrea Maestroni = - Gregory Main = - Nikolai Nissen po = - Max Orrin po = - Richard Pettersson = - Gary Stal ET - Roland Steiner = - James Watts = - Tom Whitehouse = |